# کایپیرینیا

کایپیرینیا (پرتغالی برزیلی: Caipirinha؛ ‏تلفظ پرتغالی:[kajpiˈɾĩj̃ɐ]) مشروب ملی برزیل است که از ترکیب عرق نیشکر و لایم بدست می‌آید.